# ライジングHAYATO
ライジングHAYATO（ライジングはやと、1999年2月24日 - ）は、日本の男性プロレスラー。愛媛県松山市出身。愛媛プロレス及び全日本プロレス所属。

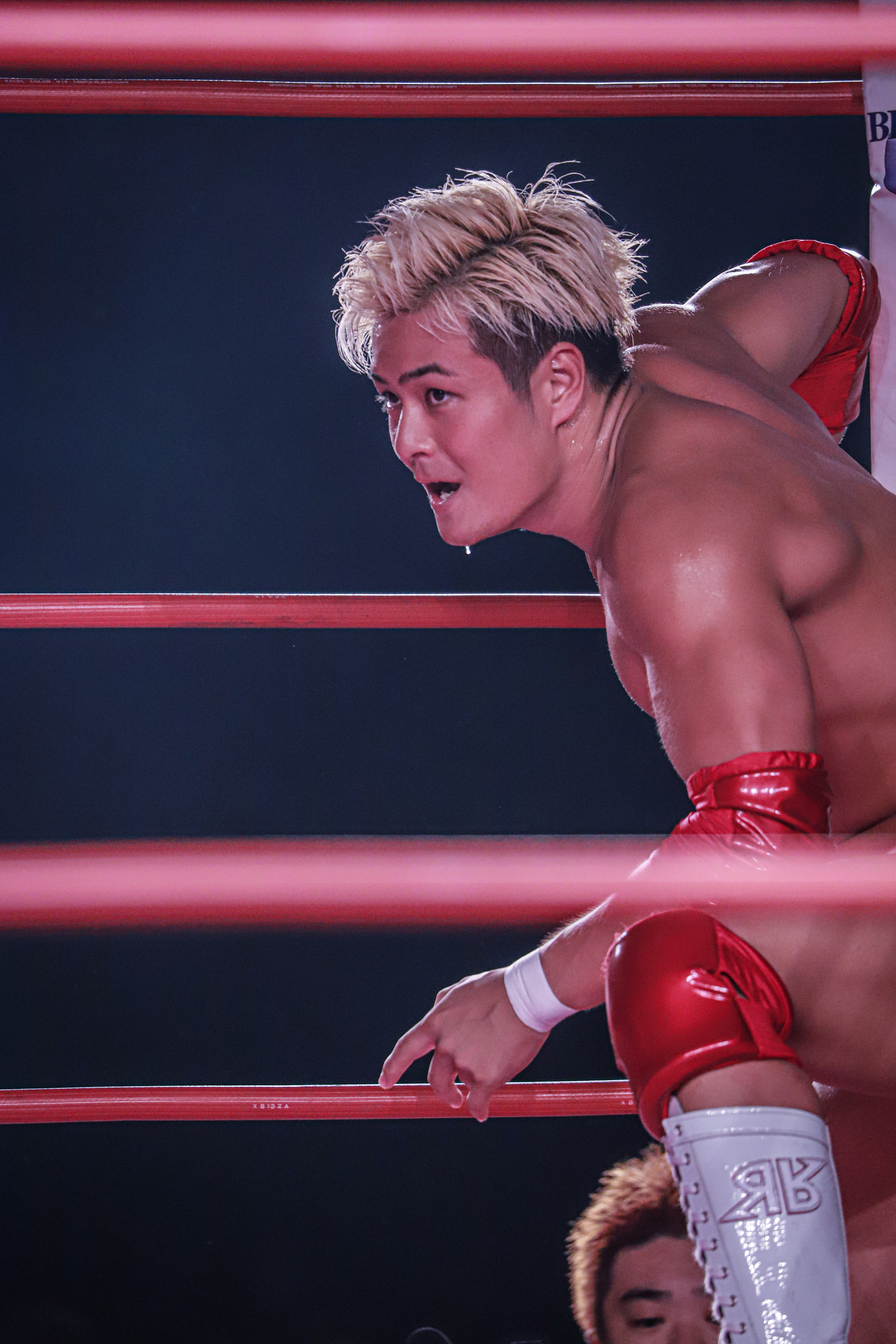
2022.07.13 BBJPro ライジングHAYATO選手 大桟橋ホール

## 経歴
元々格闘技好きだったところ、友人に葛西純と伊東竜二のカミソリボード十字架デスマッチ（2009年11月20日の大日本プロレス後楽園ホール大会と思われる）の映像を見せられ、葛西のバルコニーダイブに感銘を受けプロレスラーを志すようになる。当初は松山聖陵高等学校卒業後に上京、プロレス団体への入団を考えていたが、高校在学中の2016年に愛媛プロレスの旗揚げを知り入団。同年10月15日の東京第一ホテル松山大会にて、vs三富政行戦でデビュー。
翌2017年4月22日には、団体が創設した四国統一ヘビー級王座の初代王者となる（防衛3回）。同年7月にはTAKAみちのくと対戦し高評価を得て、翌2018年4月8日にKAIENTAI DOJOに参戦しTAKAとタッグを組む。5月13日には四国統一タッグ王座の初代王者組となる（パートナーは石鎚山太郎、防衛2回）。
2018年以降は前述のKAIENTAI DOJOをはじめ、プロレスリング・ノア、全日本プロレス、大阪プロレス、大日本プロレス、DDTプロレスリングなどに参戦。大阪プロレスでは石鎚と大阪タッグ王座を獲得した（防衛0回）。
2019年は全日本プロレスで6月1日に開催された「全日本プロレス×愛媛プロレス 1Day 6人タッグトーナメント」に、秋山準およびカーベル伊藤とのトリオで出場し優勝。また7月27日に四国統一タッグ王座から陥落するものの、同年9月1日に奪還した（パートナーはカーベル伊藤）。
2020年、1月 - 3月の3ヶ月間、全日本プロレスへ定期参戦。期間中は全日本プロレスの合宿所に住み込み若手と寝食を共にしたほか、1月シリーズに「ライジングHAYATO試練の3番勝負」と題し、ゼウス、石川修司、崔領二とのシングル3連戦が組まれた（結果は3戦全敗）。
定期参戦終了後も全日本プロレスに参戦を続け、7月には20年ぶりに復活したあすなろ杯争奪リーグ戦にエントリー。青柳亮生からの1勝のみに終わるも、宮原健斗との共闘に名乗りを上げ、7月25日には新ユニット「ケントとイケメンとアキラとハヤトの大冒険」のメンバーに加わった。しかしユニットはさしたる結果を残せぬまま、イケメンが表舞台から姿を消したことで自然消滅となり、後に解散。年末にワンデートーナメント形式で開催されたJr. TAG BATTLE OF GLORYには、ライバルの亮生とのコンビで出場し準優勝。翌2021年1月10日、亮生との一騎討ちで互いを認め合い、さらに宮原と青柳優馬の勧誘を受け、亮生ともどもNEXTREAMに加入した。
2021年11月20 - 21日、愛媛プロレスにて「レスリングワンマッチ世界最長記録」のギネス世界記録に挑戦。10人タッグマッチの一員として21時間44分34秒の記録を樹立し、世界記録として認定された。
2022年より、かねてより参戦していた全日本プロレスへの所属を発表。愛媛プロレスとのダブル所属となる。また1月2日開催の新春バトルロイヤルにて優勝した。その後、宮原の傍若無人な振る舞いに耐えかね「ミヤハラ卒業」を宣言、8月14日の新木場1stRING大会よりイメージチェンジを図り、「イケメン」「ヴィジュアル系」を前面に押し出すようになった。さらにタトゥー（後述）やピアス、シド・チェーンなど自身のパンク志向を前面に押し出し、独自の世界を築き上げる。
2023年6月9日、両国国技館で開催された合同興行「ALL TOGETHER AGAIN 元気があれば何でもできる！」に出場。セミファイナルでマスター・ワト及びHAYATAと組み、高橋ヒロム&青柳亮生&AMAKUSA組と対決。自身が亮生に敗れたが、ヒロムとは同年9月4日にもシングルで対戦する。また同年10月5日には、自身が提唱しプロデュースした若手主体興行「NEW AGE CHRONICLE-Z」を開催。同興行は以降も不定期に開催され、シリーズ化している。
2024年3月9日、念願の世界ジュニアヘビー級王座を獲得。さらに同年5月29日、三冠ヘビー級王座を防衛した安齊勇馬と、かねてよりコンビを組んでいた本田竜輝に共闘を申し入れ、さらに綾部蓮も加わり新ユニット「ELPIDA」を結成。7月20日にはNEXTREAMファイナルマッチを宮原と戦う。ELPIDAでは10月13日に安齊とアジアタッグ王座を戴冠。

## 得意技
シド・ヴィシャス
トップロープからのライオンサルト。2022年のJr. BATTLE OF GLORY初戦で初公開し、大森北斗を下す。
しまなみドライバー
HAYATOのオリジナル技。リバース・フルネルソンで相手を持ち上げてから、互いの体を90度ひねり、垂直落下式リバースDDT風に落とす。
ライジング・ライジング
HAYATOのオリジナル技。相手の両腕をロックしつつ、コーナーポストを駆け上がって相手にヘッドシザーズ・ホイップを仕掛け、そのまま脳天をマットに突き刺す。
チョップ・スマッシュ
非常に大きな音を立てる。
ミサイルキック
スワントーン・ボム
ファルコンアロー

## タイトル歴
全日本プロレス
- 世界ジュニアヘビー級王座（第68代）
- アジアタッグ王座（第125代、パートナーは安齊勇馬）
- 新春バトルロイヤル優勝（2022年）

愛媛プロレス
- 四国統一ヘビー級王座（初代）
- 四国統一タッグ王座（初代、第3代） - パートナーは石鎚山太郎（初代）、カーベル伊藤（第3代）

大阪プロレス
- 大阪タッグ王座（第40代） - パートナーは石鎚山太郎

## 入場曲
- My Way / シド・ヴィシャス（現在）
- Rising Star（全日本プロレス）
- Starburst / Fear, and Loathing in Las Vegas（愛媛プロレス）

## 人物
- 好きな選手に葛西純、トリプルH、ルーシュの3名を挙げている。フィニッシュホールドのしまなみドライバーをリバース・フルネルソンから始動する技にしたのは、この3名の得意技の影響による[4]。
- NHK総合テレビで放送されたバラエティ番組「NHK杯 輝け!!全日本大失敗選手権大会〜みんながでるテレビ〜」の第1回（2018年10月17日放送）に出演。失敗談として、四国統一ヘビー級王座戴冠後、マイクで「王座を5回防衛したら、片思いの24歳OLに告白する」と言ってしまったことを明かす。しかし番組では、片思いの本当の相手は団体代表のキューティエリー・ザ・エヒメであったことが明かされ、観覧者席にいたキューティエリーに急きょ告白するも、王座陥落後ということもありあえなく失敗に終わり、「初代NHK杯」に輝いた[23]。なお、その後も地元メディアの企画記事にて、この告白をネタにしている[24]。
- 2020年10月18日に開催されたコンテスト「ベストボディ・ジャパン2020」ジャンル別&職業別 プロスポーツ部門で優勝[25]。以降は同協会が開催するベストボディ・ジャパンプロレスにも出場する。
- 2020年10月に空手道・芦原会館の門を叩き、館長の芦原英典より直々に指導を受けている[26]。
- 2020年12月、愛媛・伊予観光大使（若者応援枠）「フレッシュいよかん大使」に委嘱される[27]。
- 2023年6月頃、背中にタイダイ（英語版）のタトゥーを入れる[28]。その後も左腕や左首筋、右脇腹にタトゥーを増やしている。
- 子どもの頃から家庭内にパンク・ロックやヴィジュアル系が流れる環境で、自身も小学生の頃からザ・ブルーハーツのファンであった。パンクの源流を辿ってセックス・ピストルズに行き着き、多大な影響を受けたという[3]。
- NEXTREAM解散の前に曾祖母を亡くし、さらに世界ジュニアも失ってしまい精神的に落ち込んでいたが、NEXTREAMファイナルマッチで宮原と戦って叱咤激励され、さらに数日後には宮原と敵として相見えることで吹っ切れ、「いつも俺のターニングポイントには宮原さんがいるよ」と謝意を示している[3]。